# Uleåborg–Kontiomäki-banan

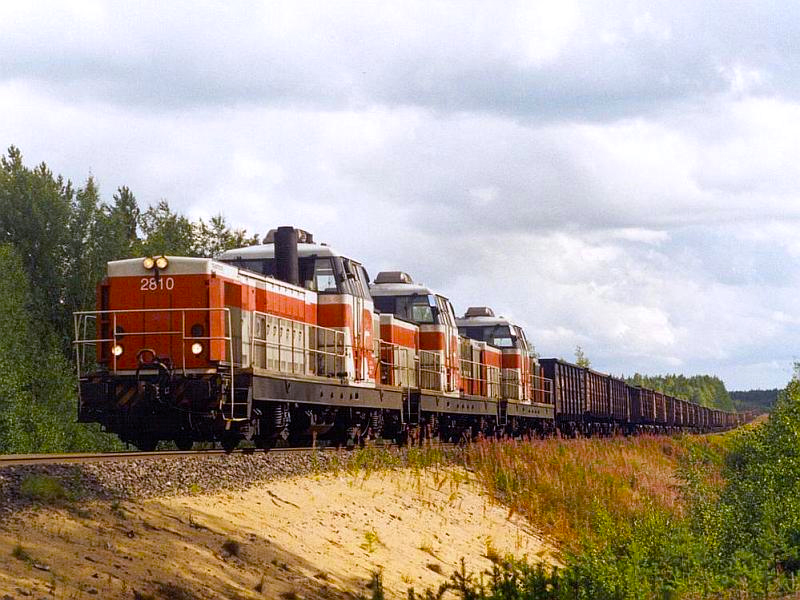
Malmtåg T5053 mellan Muhos och Pikkarala

| Straight track |

| Station on track |

| Non-passenger station/depot on track |

| Unknown BSicon "eHST" |

| Unknown BSicon "ABZgr" |

| Unknown BSicon "eHST" |

| Unknown BSicon "eHST" |

| Unknown BSicon "eHST" |

| Unknown BSicon "eHST" |

| Non-passenger station/depot on track |

| Unknown BSicon "eHST" |

| Unknown BSicon "eHST" |

| Unknown BSicon "eHST" |

| Unknown BSicon "eHST" |

| Unknown BSicon "eHST" |

| Unknown BSicon "eHST" |

| Unknown BSicon "eHST" |

| Unknown BSicon "eHST" |

| Station on track |

| Unknown BSicon "eHST" |

| Unknown BSicon "eHST" |

| Unknown BSicon "eHST" |

| Unknown BSicon "eHST" |

| Unknown BSicon "eHST" |

| Unknown BSicon "eHST" |

| Unknown BSicon "eHST" |

| Station on track |

| Unknown BSicon "eHST" |

| Unknown BSicon "eHST" |

| Unknown BSicon "eHST" |

| Unknown BSicon "eHST" |

| Unknown BSicon "eABZgr" |

| Station on track |

| Unknown BSicon "eHST" |

| Unknown BSicon "eHST" |

| Unknown BSicon "eHST" |

| Unknown BSicon "eHST" |

| Non-passenger station/depot on track |

| Unknown BSicon "eHST" |

| Unknown BSicon "eHST" |

| Unknown BSicon "eHST" |

| Unknown BSicon "eHST" |

| Unknown BSicon "eHST" |

| Station on track |

| Unknown BSicon "eHST" |

| Unknown BSicon "eHST" |

| Unknown BSicon "eHST" |

| Unknown BSicon "eHST" |

| Junction both to and from left |

| Station on track |

| Unknown BSicon "ABZgr" |

| Straight track |

| Station on track |

| Non-passenger station/depot on track |

| Unknown BSicon "eHST" |

| Unknown BSicon "ABZgr" |

| Unknown BSicon "eHST" |

| Unknown BSicon "eHST" |

| Unknown BSicon "eHST" |

| Unknown BSicon "eHST" |

| Non-passenger station/depot on track |

| Unknown BSicon "eHST" |

| Unknown BSicon "eHST" |

| Unknown BSicon "eHST" |

| Unknown BSicon "eHST" |

| Unknown BSicon "eHST" |

| Unknown BSicon "eHST" |

| Unknown BSicon "eHST" |

| Unknown BSicon "eHST" |

| Station on track |

| Unknown BSicon "eHST" |

| Unknown BSicon "eHST" |

| Unknown BSicon "eHST" |

| Unknown BSicon "eHST" |

| Unknown BSicon "eHST" |

| Unknown BSicon "eHST" |

| Unknown BSicon "eHST" |

| Station on track |

| Unknown BSicon "eHST" |

| Unknown BSicon "eHST" |

| Unknown BSicon "eHST" |

| Unknown BSicon "eHST" |

| Unknown BSicon "eABZgr" |

| Station on track |

| Unknown BSicon "eHST" |

| Unknown BSicon "eHST" |

| Unknown BSicon "eHST" |

| Unknown BSicon "eHST" |

| Non-passenger station/depot on track |

| Unknown BSicon "eHST" |

| Unknown BSicon "eHST" |

| Unknown BSicon "eHST" |

| Unknown BSicon "eHST" |

| Unknown BSicon "eHST" |

| Station on track |

| Unknown BSicon "eHST" |

| Unknown BSicon "eHST" |

| Unknown BSicon "eHST" |

| Unknown BSicon "eHST" |

| Junction both to and from left |

| Station on track |

| Unknown BSicon "ABZgr" |

Uleåborg-Kontiomäki-banan är en del av det finländska järnvägsnätet som sträcker sig från Uleåborg och Kontiomäki station i Paldamo kommun. Banans längd är 166 km och den färdigställdes 1930. Banan går parallellt med Ule älv på dess södra sida och sedan längs Ule träsks norra strand.